# Krapkowice

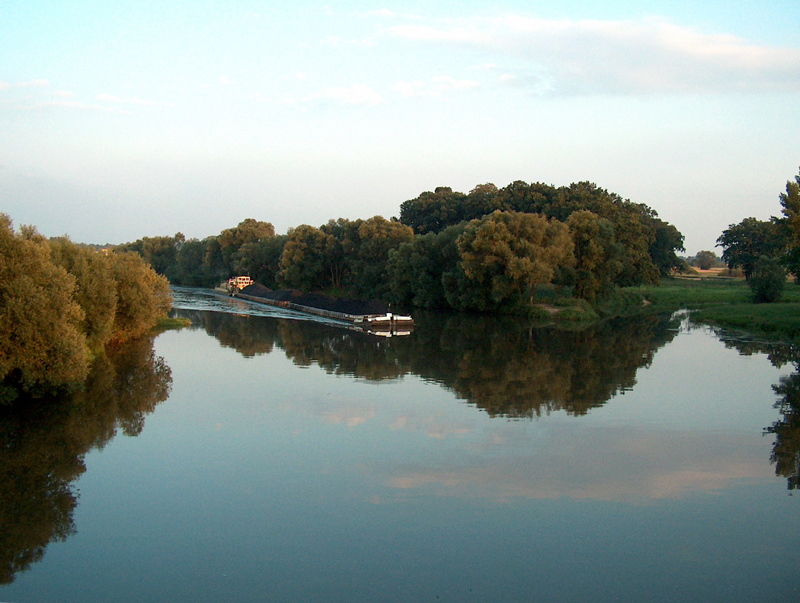
Mündung der Osobłoga in die Oder

Krapkowice [krapkɔ'vʲitsɛ] (deutsch Krappitz) ist eine Stadt im Powiat Krapkowice und Sitz der Stadt- und Landgemeinde Krapkowice.

## Geographie
Krapkowice liegt beidseitig der Oder am Zusammenfluss mit der Osobłoga (Hotzenplotz) in der Schlesischen Tiefebene etwa 20 Kilometer südlich von Opole (Oppeln) und 30 Kilometer nordöstlich der polnisch-tschechischen Grenze. Der Wallfahrtsort St. Annaberg (Góra Świętej Anny) liegt etwa 25 Kilometer östlich von Krapkowice.
Nachbarorte von Krapkowice sind Gwoździce (Gwosdzütz) und Oderwanz (Odrowąż) im Norden, Gogolin im Osten, Oberwitz (Obrowiec) im Südosten, Żywocice (Zywodczütz) im Süden, Steblów im Südwesten und der Weiler Neubude (Nowy Bud) im Westen.

### Stadtteile
- Abisynia
- Błonie
- Cegielnia
- Otmęt
- Śluza

zudem bestehen im Stadtgebiet folgende Siedlungen
- Osiedle 1000-Lecia
- Osiedle Powstańców Śląskich
- Osiedle XXX-lecia

## Geschichte

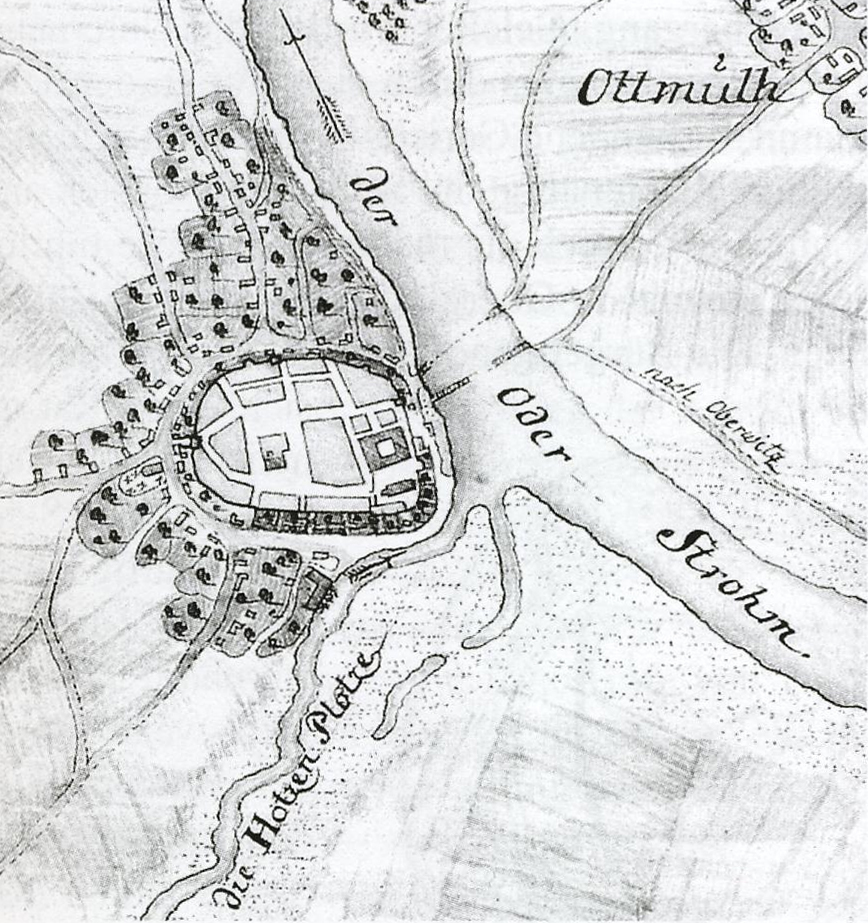
Stadtanlage an der Oder

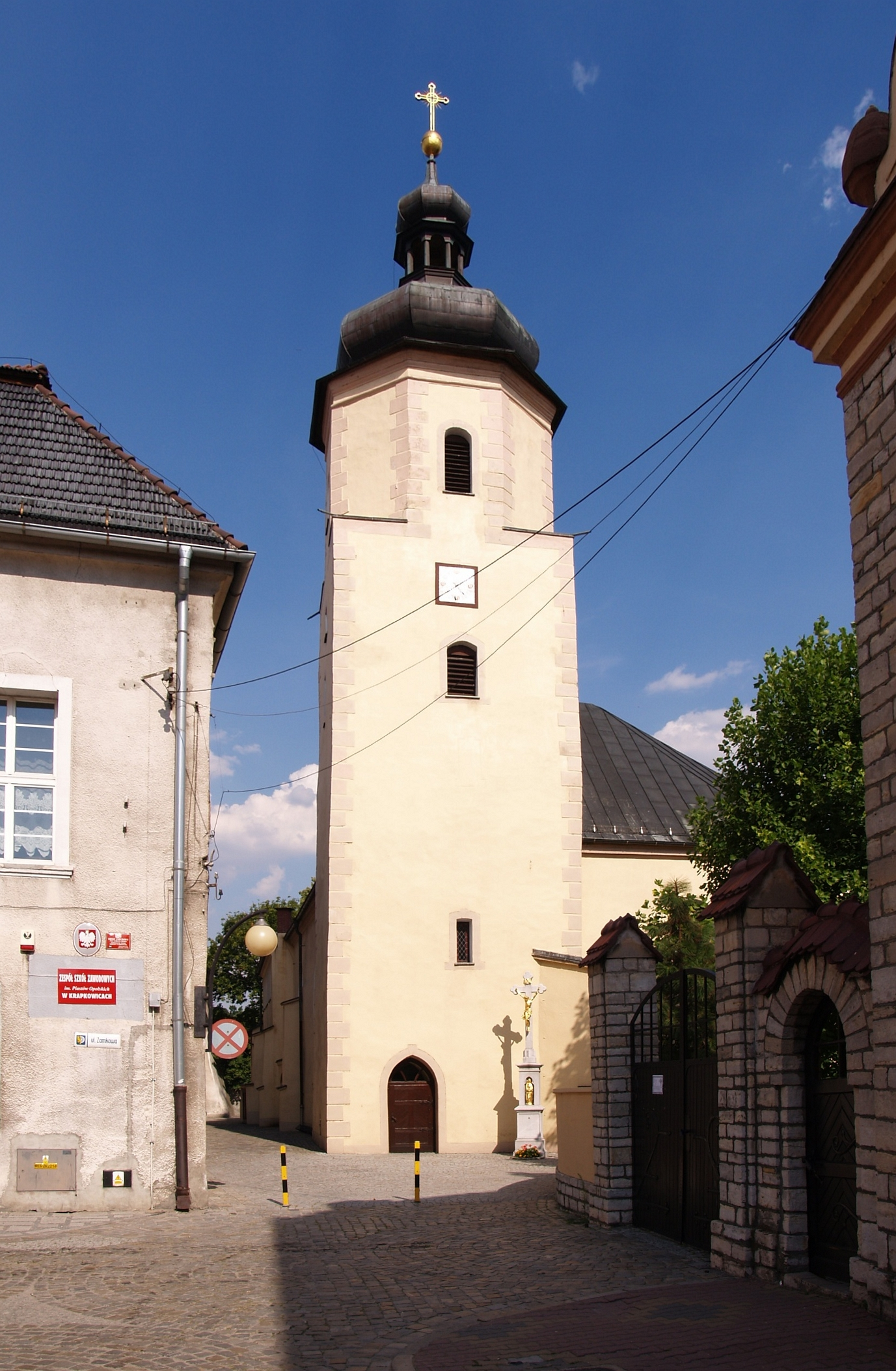
Die ältesten Teile der St. Nikolaikirche stammen aus dem 14. Jahrhundert

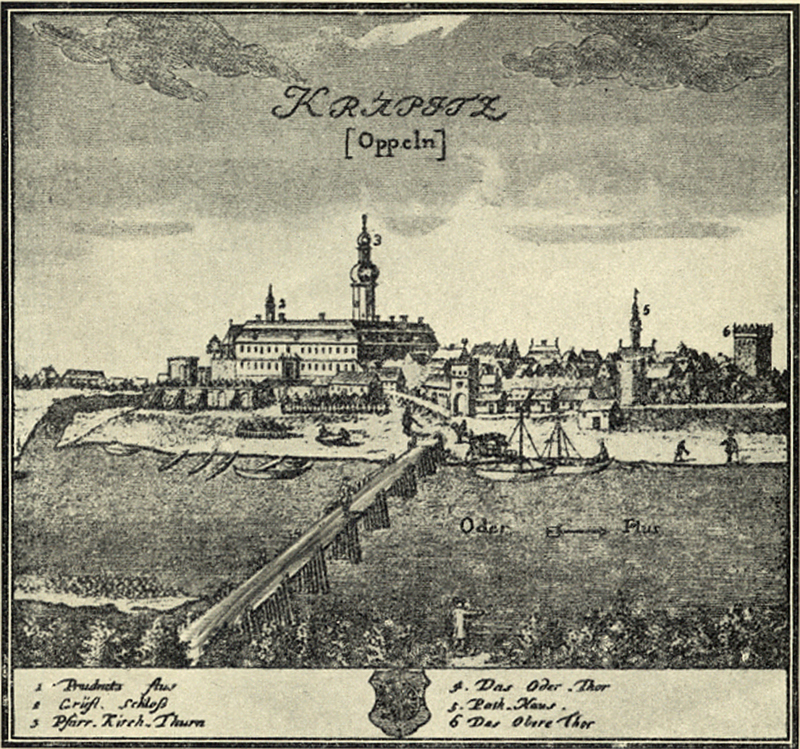
Krappitz im 18. Jahrhundert nach F. B. Werner

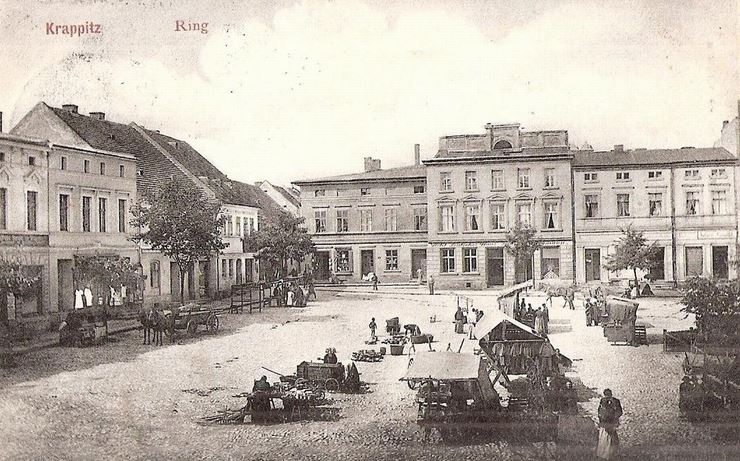
Krappitzer Ring um 1900

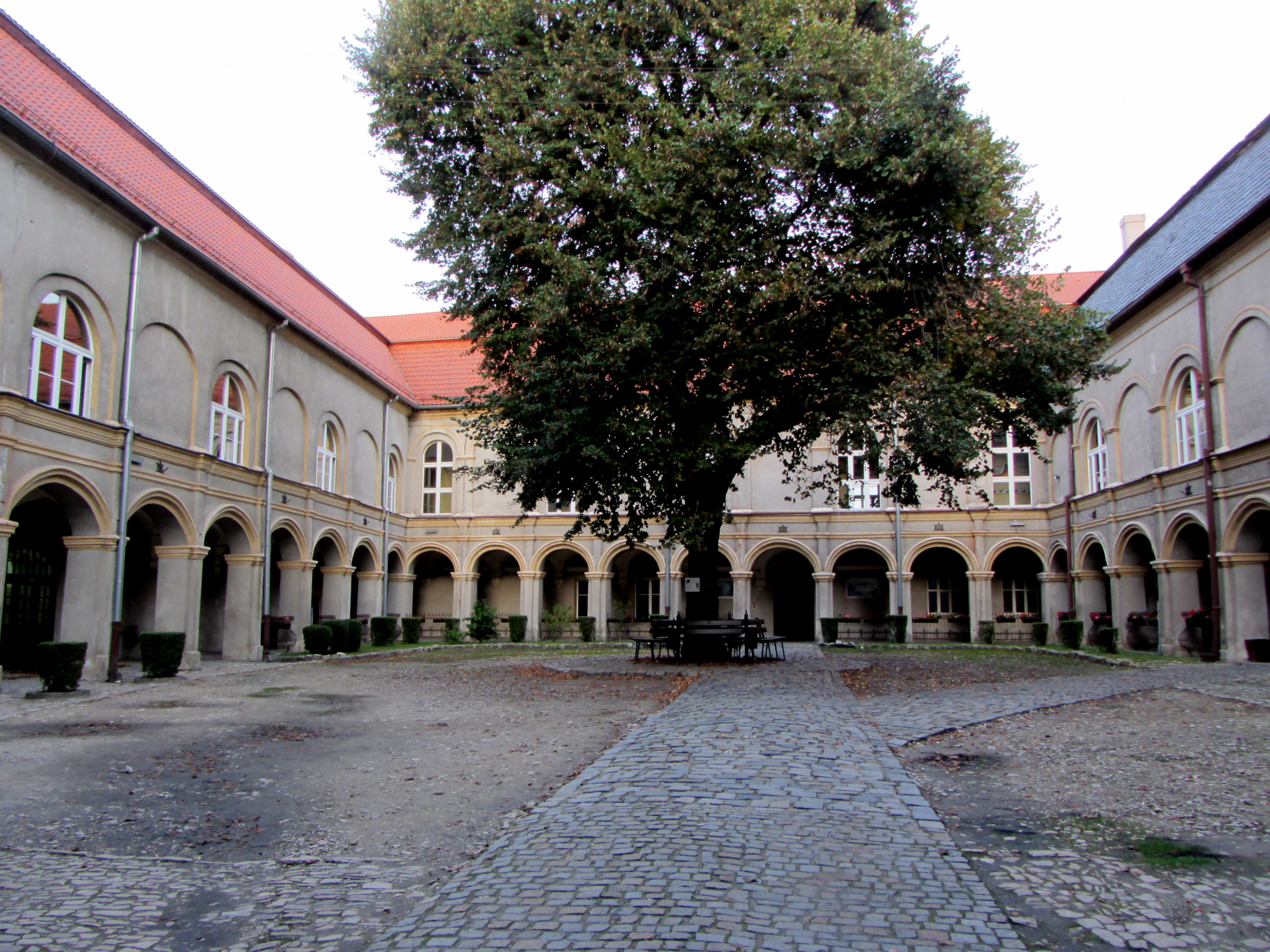
Innenhof Schloss Krappitz

Menschliche Siedlungen in der näheren Umgebung lassen sich anhand von archäologischen Funden im nahe gelegenen Dorf Chorulla bis in die Steinzeit beweisen.
In der Zeit der antiken römischen Bernsteinstraße führte von Carnuntum an der mittleren Donau eine römische Handelsstraße bis zur Mündung der Weichsel, dem Fundort des kostbaren Bernsteins. Als Raststation für Kaufleute auf dieser Römerstraße wird auch Carodunum genannt, das in einer Entfernung von 2580 Stadien oder etwa 65 Meilen von der mittleren Donau liegen soll. Diese Entfernung passt als Übergang über die Oder u. a. auf Krappitz. Jedoch existieren keine Funde von römischen Handelsgütern oder Münzen, die diese Theorie bestätigen könnten. So kann es sich bei Carodunum auch um einen Oderübergang bei Ratibor, Cosel oder Oppeln handeln.
Der Ortsname kann auch auf eine Person mit Namen Chrapek zurückgeführt werden, der Gründer oder Besitzer des Ortes war. Es ist jedoch zu beachten, dass viele Familiennamen selbst auf Orte zurückgehen und dies auch beim Namen Chrapek der Fall sein kann. Die Bedeutung von chrap (sowie von chrapęć und chrapęcena) bedeutet Morast oder morastiges Gestrüpp, was auf die morastige Gegend zwischen Oder und Hotzenplotz gut zutrifft.
Krappitz, das an der Stelle eines erstmals 1204 als Chrapkowice erwähnten Dorfes entstand, wurde vermutlich unter Herzog Boleslaus I. gegründet, dem seit der Teilung des Herzogtums Ratibor-Oppeln im Jahre 1281 das Herzogtum Oppeln gehörte. Erstmals urkundlich erwähnt wurde es mit einem Vogt in einer Urkunde aus dem Jahre 1294, als die Bürger der Stadt Crapicz mehr Weideplätze forderten. 1310 verkaufte Herzog Boleslaus den in Krappitz von Fußgängern erhobenen Wegezoll an die Stadt Breslau. Nach dem Tod des Herzogs Boleslaus 1313 wurde sein Herzogtum auf seine drei Söhne geteilt. Krappitz gehörte nun zum Herzogtum Strehlitz, das für den jüngsten Sohn Albert errichtet worden war. Wie seine Brüder unterstellte auch Albert sein Land 1327 als ein Lehen der Krone Böhmen und erreichte dadurch den Anschluss an das Deutsche Reich. Der Übergang an Böhmen wurde 1335 mit dem Vertrag von Trentschin bestätigt. Nach dem Tod des Herzogs Albert 1365/75 wurde sein Herzogtum und damit auch Krappitz, mit dem Herzogtum Oppeln vereint. 1416 stiftete der Krappitzer Erbvogt Peter Temchin ein Hospital.
Nach dem Tod des Oppelner Herzogs Johann II., mit dem der Oppelner Zweig der Schlesischen Piasten erlosch, fiel sein Herzogtum als erledigtes Lehen an die Krone Böhmen heim, die seit 1526 die Habsburger innehatten. Um 1530 bestand Krappitz aus 73 brauberechtigten Häusern.
21. September 1557 verpfändete Kaiser Ferdinand I. in seiner Eigenschaft als König von Böhmen Krappitz mit dem Dorf Goradze zur Bestreitung der Türkenkriege an Joachim Buchta von Buchtitz (Buchta z Buchcic). Die Pfandsumme betrug 6.500 Taler auf drei Jahre. Nach Ablauf dieser drei Jahre am 21. September 1560 verlängerte Buchta den Pfandbesitz durch Zahlung von 2.500 Talern um ein weiteres Jahr. Durch kaiserlichen Erlass vom 23. April 1561, der in Wien ausgestellt worden war, wurde angeordnet, dass nach Ablauf der vier Jahre die Pfandsumme in Höhe von 9.000 Talern an Buchta und seine Erben zurückzuzahlen sei und diese die Stadt Krappitz und das Dorf Goradze abzutreten haben. Anschließend wurden die Bürger der Stadt Krappitz Pfandbesitzer der Herrschaft. Wie aus einer Urkunde des Kaisers Rudolf II. vom 17. Mai 1583 hervorgeht, erwarben die Krappitzer die Stadt für 16.000 Taler, die sie jedoch nicht zahlen konnten. So fiel Krappitz 1581 an die Böhmische Kammer zurück, die Krapitz zusammen mit den umliegenden Dörfern für dieselbe Summe an Hans von Redern verkaufte. Die Verkaufsurkunde ist auf den 29. September 1582 datiert. Die 1669 in den böhmischen Grafenstand erhobenen Grundherren von Redern traten tatkräftig für das Wachstum der Stadt ein und errichteten im 16. Jahrhundert eine hölzerne Brücke über die Oder, welche Krappitz mit Ottmuth verband. Sie wurde 1741 im Ersten Schlesischen Krieg von den Preußen abgebrannt, wodurch die Österreicher an der Überquerung gehindert werden sollten.
Im 18. Jahrhundert gehörte Krappitz zur Steuerrätliche Inspektion in Neustadt O.S. Nach dem verlorenen Ersten Schlesischen Krieg musste Erzherzogin Maria Theresia in ihrer Eigenschaft als Königin von Böhmen im Frieden von Berlin 1742 den größten Teil Schlesiens an Preußen unter Friedrich II. abtreten. Mit dem Erlöschen des Geschlechtes von Redern im Jahr 1765 fiel die Herrschaft Krappitz an die Mutter der verstorbenen Erbtochter, die noch im selben Jahr die Herrschaft für 118.000 Taler an Christian Heinrich Karl von Haugwitz verkaufte. Die Übergabe erfolgte erst nach Beendigung der Schlesischen Kriege im Juli 1769. Die Grafen von Haugwitz bewohnten zeitweise bis zum Ende des Zweiten Weltkrieges das Krappitzer Schloss.
Nach der Neugliederung der preußischen Provinz Schlesien wurde Krappitz 1816 dem Landkreis Oppeln eingegliedert, mit dem es bis 1945 verbunden blieb. Im 19. Jahrhundert wurde die Stadt von einer Hungersnot, der Cholera im Jahr 1866 und drei Großbränden in den Jahren 1841, 1852, 1854 heimgesucht, denen neben vielen Wohnhäusern auch das hölzerne Rathaus auf der Ringmitte 1854 zum Opfer fiel. Nachfolgend wurden ausschließlich gemauerte Häuser errichtet.
Mit der Anbindung an das Eisenbahnnetz 1896 (siehe auch Neustadt-Gogoliner Eisenbahn-Gesellschaft), ermöglicht durch den Bau einer Eisenbahnbrücke im Jahre 1887 und der gleichzeitigen Oder-Kanalisierung, siedelte sich allmählich die Großindustrie in Krappitz an. 1889 wurde die Smyrna- und Perser-Teppichfabrik Vally und P. Kottlarz gegründet, 1901 die Papierfabrik (ab 1905: Papierfabrik Krappitz AG) und 1903 die Zellstoffwerke des Grafen Henckel von Donnersmarck sowie eine Pappefabrik, die aus der ehemaligen Chemiefabrik des Grafen von Haugwitz entstand. Seit 1902 besitzt die Stadt elektrisches Licht, das zu Beginn zwei Wasserkraftwerke lieferten, seit 1914 Wasserleitungen und seit 1934 Vollkanalisation.
Als Folge des Zweiten Weltkriegs wurde Krappitz, das östlich der Oder-Neiße Linie liegt, nach den Beschlüssen des Potsdamer Abkommens vom 2. August 1945 unter polnische Verwaltung gestellt. Bereits am 10. Januar 1945 hatten Truppen der Roten Armee Krappitz erreicht. Sie besetzten die zu rund 25 % zerstörte Stadt. 1945/46 wurde die mehrheitlich deutsche Bevölkerung größtenteils vertrieben.
1956 wurde Krapkowice Sitz des neu errichteten Powiat Krapkowicki. 1962 erfolgte die Eingemeindung des auf der gegenüberliegenden Seite der Oder liegende Otmęt (deutsch Ottmuth). Das Hochwasser von 1997 traf auch Krapkowice. Heute hat der Ort einen Deutschen Freundschaftskreis der Bewohner deutscher Abstammung.

## Wappen
Der Schild ist gespalten; rechts in Blau ein halber goldener Adler am Spalt, links in Blau ein halbes silbernes Rad am Spalt. Das älteste Siegel der Stadt, ebenso beschaffen wie das älteste vorhandene Wappen von 1406, stammt aus dem Jahre 1396.

## Städtepartnerschaften
- Wissen, Deutschland, seit dem 27. Mai 2000
- Neugersdorf, Deutschland, seit dem 16. September 2001
- Camas, Washington (USA), seit dem 2. Mai 2004
- Hillsboro (Oregon) (USA), seit dem 2. Mai 2004
- Lipová-lázně, Tschechien, seit dem 2. Mai 2004
- Zabierzów, Polen, seit dem 2. Mai 2004
- Rohatyn, Ukraine, seit dem 2. Mai 2004
- Morawica, Polen, seit dem 2. Mai 2004

Vor der Städtepartnerschaft mit Wissen bestand bereits eine Partnerschaften zwischen den jeweiligen Landkreisen sowie dem Kopernikus-Gymnasium in Wissen und dem Jan-Kiliński-Lyzeum in Krapkowice.

## Sehenswürdigkeiten

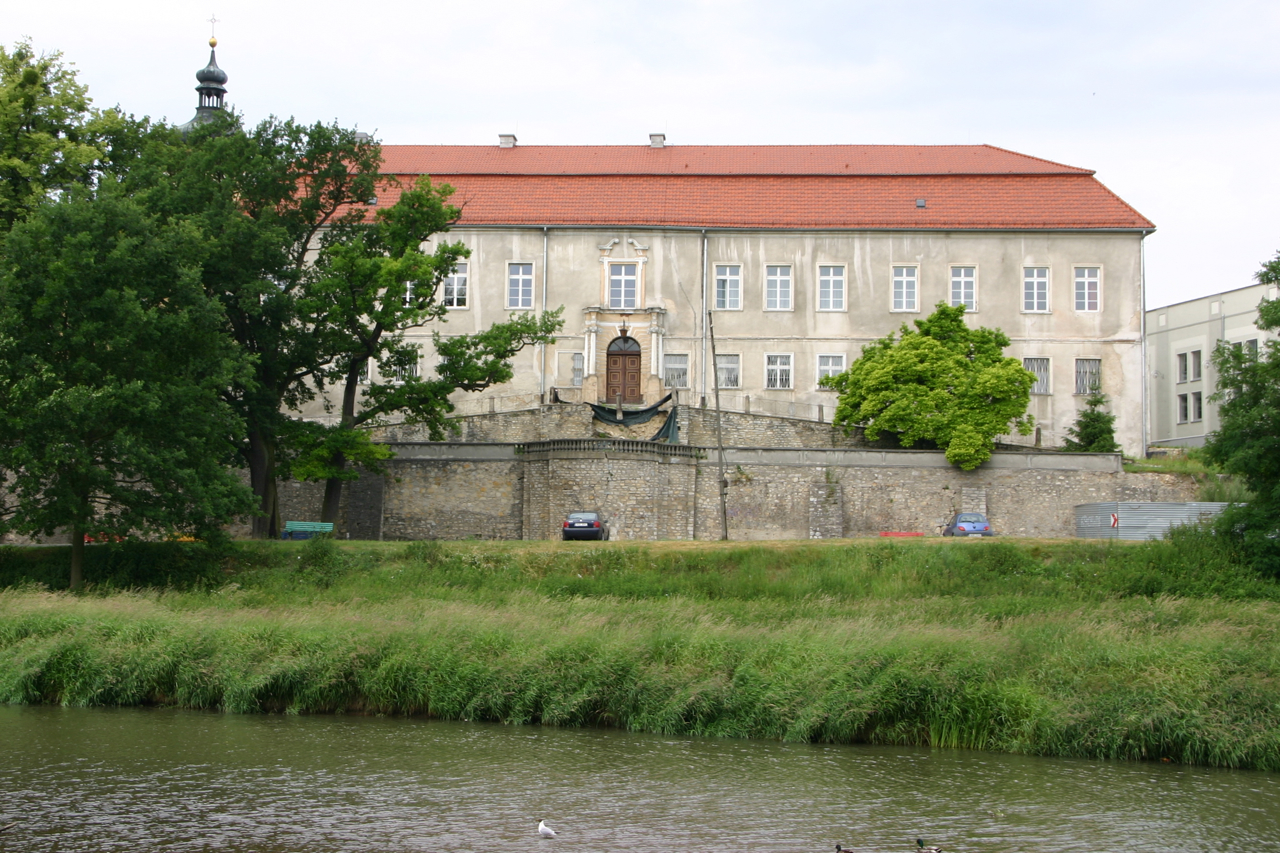
Das Krappitzer Schloss an der Oder

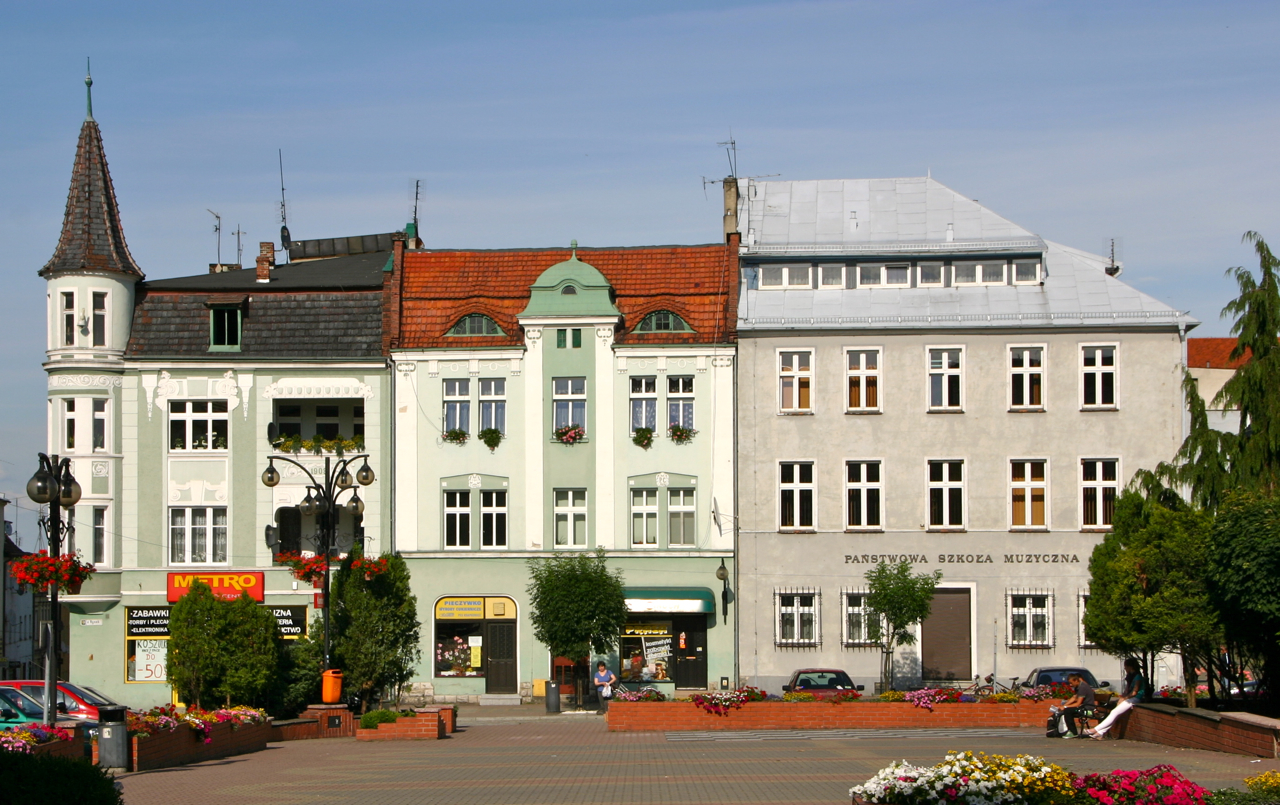
Häuser am Krappitzer Ring

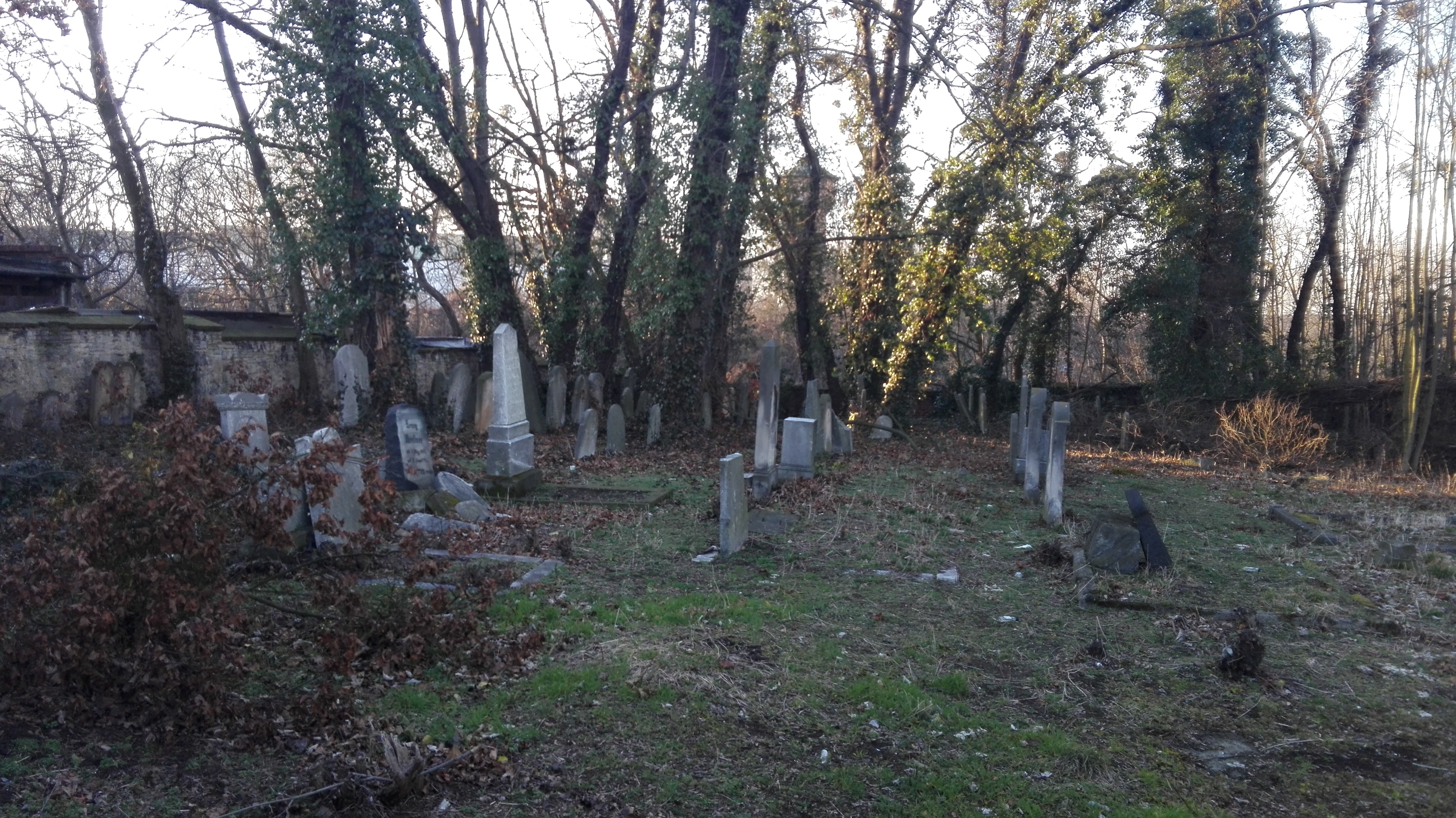
Jüdischer Friedhof

### St. Nikolaus
Die dem hl. Nikolaus geweihte Pfarrkirche ist eine ursprünglich romanische Kirche aus dem 14. Jahrhundert. Umbauarbeiten wie der Anbau der Rosenkranzkapelle 1400 und eines Seitenschiffs im 15. Jahrhundert, der Wiederaufbau nach einem Brand 1772 sowie weitere Veränderungen in den Jahren 1932 und 1945 führten zum gänzlichen Verlust der ursprünglichen Stilmerkmale. Im Inneren der Kirche befinden sich ein Taufstein aus dem 16. Jahrhundert, Gemälde aus dem 18. Jahrhundert sowie die Grabplatten der Familie von Rhedern.

### Schloss Krappitz
Das 1678 auf der Stelle eines älteren Baus aus dem 16. Jahrhundert entstandene Schloss Krappitz ist ein rechteckiges, zweigeschossiges Barockgebäude mit Mansarddach und umlaufenden Kreuzgang im Innenhof. Das zum Schloss gehörende Gut war ab 1582 im Besitz der Familie von Redern und von 1769 bis 1945 der Familie von Haugwitz, unter deren Herrschaft 1888 die erste Grundrenovierung stattfand. Heute befindet sich im Gebäude die Krapkowicer Berufsschule.

### Stadtbefestigung
Das um die Wende vom 14. zum 15. Jahrhundert errichtete und 1508 umgebaute Obertorhaus ist ein quadratischer Bruchsteinbau mit Attika und Schießscharten. Es ist das letzte Überbleibsel der ehemaligen Stadtmauer, die vom 14. Jahrhundert bis 1829 bestand und die Stadt mit insgesamt vier Einfahrtstoren umringte.

### Weitere Sehenswürdigkeiten
- Der Marktplatz (poln. Rynek) mit Bürgerhäusern aus dem 18. und 19. Jahrhundert
- Historische Kalkbrennöfen
- Alte Mühle
- Barmherzigkeitskirche
- Friedhofskapelle
- Historisches Feuerwehrhaus
- Empfangsgebäude des Bahnhofs Krapkowice
- Wasserturm
- Jüdischer Friedhof
- Kriegerdenkmal

## Wirtschaft und Infrastruktur
Krapkowice war ein oberschlesisches Zentrum der Leder-, Papier- und Zementindustrie. Heute ist davon nur noch die Papier- und Lederindustrie übrig.

### Verkehr

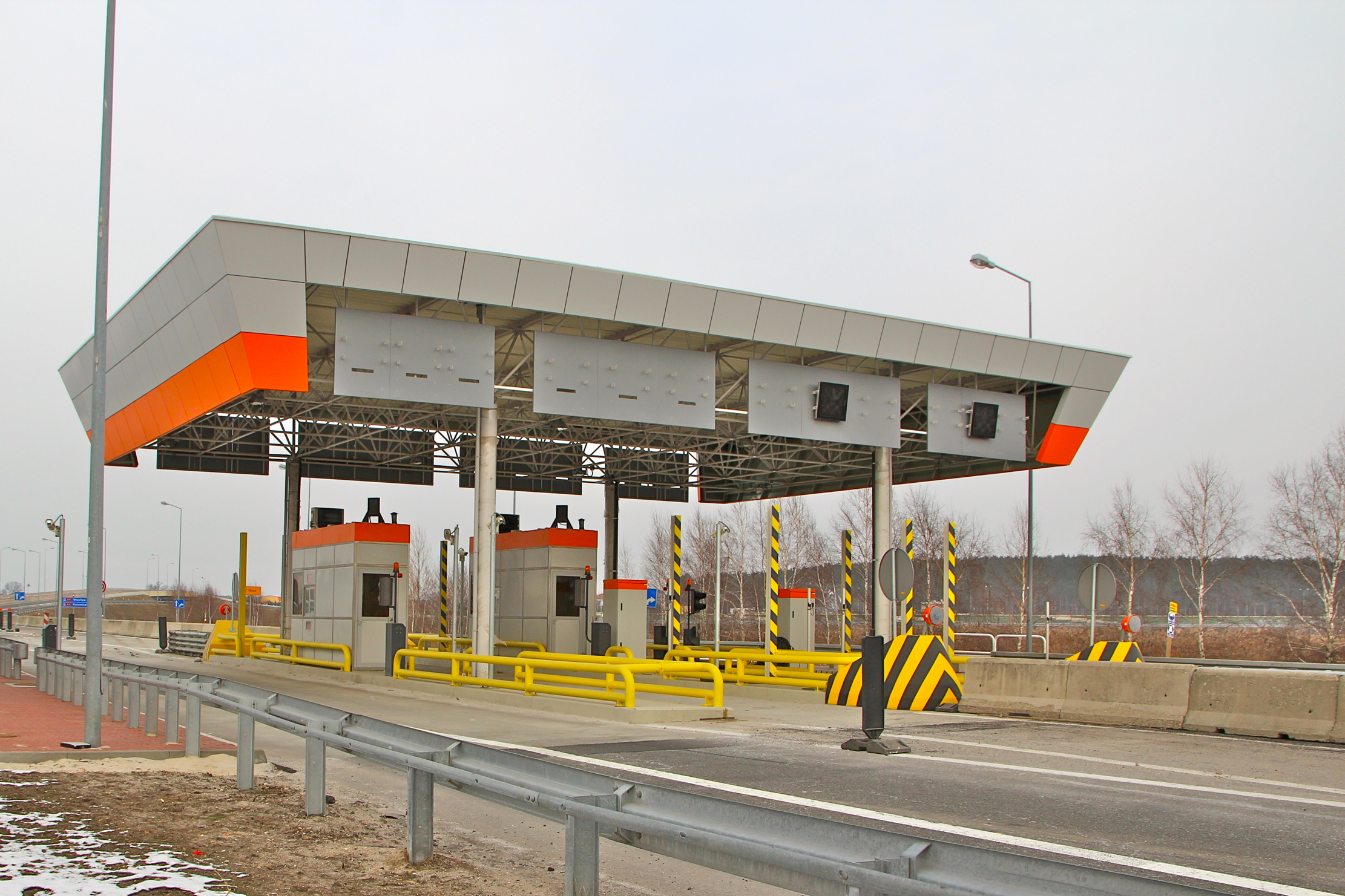
Autobahnmautstelle an der Autobahn 4

Bei Krapkowice verläuft die Autobahn 4 (Grenzübergang Ludwigsdorf, Deutschland–Breslau–Katowice–Krakau–Grenzübergang Korczowa/Krakiwez, Ukraine). Weiterhin verläuft durch den Ort die die Landesstraße 45 (Opole–Koźle) und die Wojewodschaftsstraße 416 (Krappitz–Głogówek–Racibórz) sowie Verbindungsstraßen nach Prudnik und über die Oder nach Gogolin und Strzelce Opolskie.

#### Schienen- und Busverkehr
Von Krapkowice verkehren mehrere öffentliche Buslinien in die umliegenden Dörfer und Städte sowie in nahe gelegenen Großstädten wie Opole. Reisebusse verschiedener privater Gesellschaften verkehren täglich zwischen Krapkowice und Deutschland sowie den Niederlanden.
Krappitz war ab dem 3. Dezember 1896 an das Eisenbahnnetz der Neustadt-Gogoliner Eisenbahn-Gesellschaft angeschlossen, das von Neustadt nach Gogolin führte. Der Krappitzer Bahnhof befand sich in der Nähe der drei Papierfabriken. In Ottmuth befand sich ein Bahnhof nahe der Schuhfabrik. Die Stilllegung des Eisenbahnnetzes erfolgte in den letzten Jahren. Der nächste aktive Regionalbahnhof befindet sich in Gogolin, der nächste Fernbahnhof in Oppeln.

#### Flugverkehr
Der etwa zwölf Kilometer entfernte Flughafen Opole befindet sich im Dorf Kamień Śląski (deutsch Groß Stein) in der Gemeinde Gogolin. Die nächsten internationalen Flughäfen sind der Flughafen Katowice und der Flughafen Breslau.

#### Schiffsverkehr
Die Oder diente bereits früh der Binnenschifffahrt, weist aber einen deutlichen Rückgang in den jährlichen Transportzahlen auf. So konnten nach dem Zweiten Weltkrieg jährlich rund 23 Millionen Tonnen Güter befördert werden. Bis 2006 sank die Transportmenge der gesamten polnischen Binnenschifffahrt auf rund 6,6 Millionen Tonnen; bis 2012 ging diese weiter auf unter 3 Millionen Tonnen zurück. Durch das Projekt Odra 2006 sollte das jährliche Transportvolumen auf der Oder auf 20 Millionen Tonnen erhöht werden, das Projekt wurde jedoch mit Regierungsbeschluss vom 28. November 2014 eingestellt.

### Ansässige Unternehmen

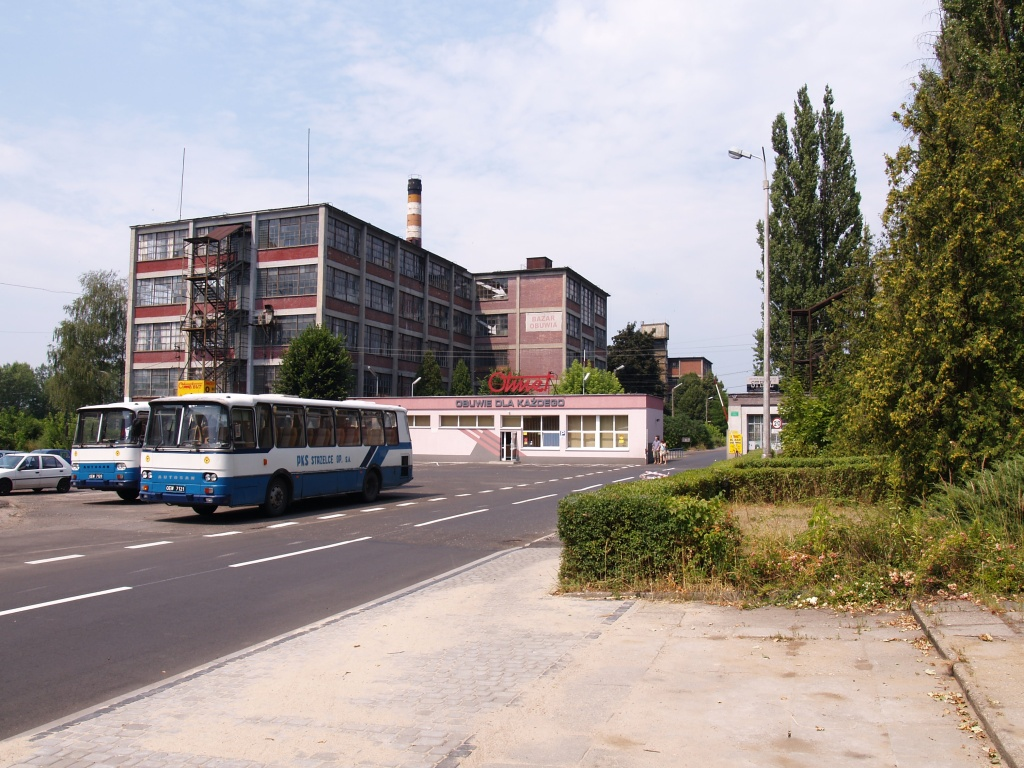
Die Schuhfabrik in Ottmuth

Neben mittelständischen Unternehmen unterschiedlicher Branchen befinden sich folgende Unternehmen der Großindustrie in Krapkowice:
- Papierfabrik Metsä Tissue
- Schuhfabrik Otmęt Zbyt
- Paul Schockemöhle Logistics

Jedoch handelt es sich dabei um vergleichsweise kleine Teile, die aus der ehemaligen Papierfabrik ZP Krapkowice und der ehemaligen Schuhfabrik Otmęt hervorgegangen sind.

### Medien
In Krapkowice erscheinen die Wochenzeitungen Tygodnik Krapkowicki und Kurier Krapkowicki in polnischer Sprache. Darüber hinaus erscheint seit 1950 vier Mal jährlich das deutschsprachige Krappitzer Heimatblatt in Köln. In früheren Zeiten erschienen in Krappitz das Krappitzer Stadtblatt (gegründet 1864) und die Krappitzer Zeitung (gegründet 1924).

## Persönlichkeiten

### Söhne und Töchter der Stadt
- Nikolaus Albert von Kamenek (1546–1617), Theologe und Orientalist
- Wilhelm Porsch (1820–1895), deutscher römisch-katholischer Geistlicher und Parlamentarier
- Wilhelm Alexander Freund (1833–1917), Gynäkologe und Chirurg
- Ottomar Rosenbach (1851–1907), deutscher Arzt
- Anton Jadasch (1888–1964), kommunistischer Politiker und Gewerkschafter
- Hertha Pohl (1889–1954), Schriftstellerin
- Heinrich Korbsch (1893–1984), Psychiater und Hochschullehrer
- Erwin Schramm (1910–1977), Politiker
- Albert Christoph Reck (1922–2019), Maler und Grafiker
- Dorothea Kleine (1928–2010), Schriftstellerin
- Peter Heumos (1938–2022), Historiker
- Waldemar Grosch (* 1958), Historiker
- Armin Ratusny (* 1958), Geograph
- Krzysztof Zwoliński (* 1959), Leichtathlet
- Grzegorz Hajdarowicz (* 1965),  Unternehmer, Filmregisseur und Zeitungsverleger
- Artur Klose (* 1971), Künstler
- Dagmara Kowalska (* 1976), Handballspielerin
- Waldemar Musioł (* 1976), römisch-katholischer Geistlicher, Weihbischof in Oppeln
- Sebastian Schindzielorz (* 1979), Fußballspieler
- Alice Bota (* 1979), Journalistin, Politikredakteurin sowie Autorin
- Natalie Augsburg (* 1983), Handballspielerin

### Persönlichkeiten, die vor Ort gewirkt haben
- Bolko I. (Oppeln) (1254/1258–1313), Herzog von Oppeln, Gründer von Krappitz
- Johann Christian Friedrich Meister (1758–1828), Jurist und Hochschullehrer, zeitweise Justiziar auf Schloss Krappitz
- Johann Alois Fietzek (1790–1862), katholischer Pfarrer, zeitweise Hilfslehrer in Krappitz
- Heinrich von Haugwitz (1844–1927), Rittergutsbesitzer und Parlamentarier, Majoratsherr auf Schloss Krappitz
- Joseph Faltin (1852–1933), Jurist und Mitglied des Deutschen Reichstags, Schüler in Krappitz
- Karl von Dörnberg (1863–1929), Verwaltungsjurist und Landtagsabgeordneter, als Referendar in Krappitz
- Ernst Berger (1881–1964), Jurist und Politiker, zeitweise Rechtsanwalt in Krappitz
- Melanie Klein (1888–1960), österreichisch-britische Psychoanalytikerin, lebte zeitweise in Krappitz

## Gemeinde
Die Stadt-und-Land-Gemeinde Krapkowice zählt auf einer Fläche von 97,44 km² rund 23.000 Einwohner.